# Jorcks Passage

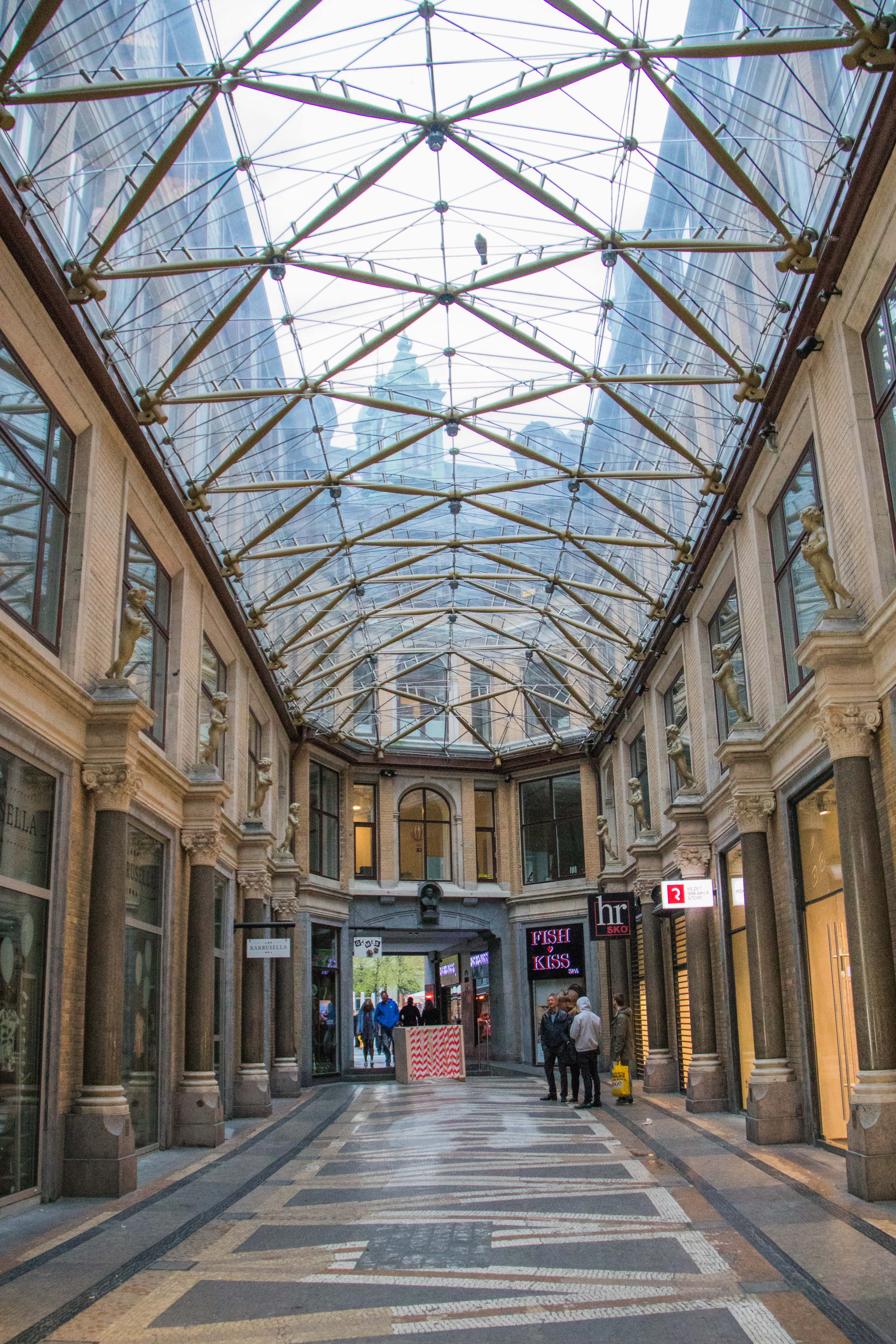
Jorcks Passage.

Jorcks Passage är en 55 meter lång passage med tillhörande byggnad i centrala Köpenhamn, den förbinder Vimmelskaftet, en del av gångstråket Strøget, med Skindergade. Jorcks Passage har fått sitt namn efter affärsmannen  Reinholdt W. Jorck.
År 1880 köpte Jorck en fastighet på Strøget och byggde Jorcks Passage-komplexet, när hans företag fick ont om utrymme i sina gamla lokaler. Han gav Vilhelm Dahlerup i uppdrag att rita byggnaden, som uppfördes 1893–1895. Københavns Telefon Aktieselskab öppnade sin första telefonväxel i lokalerna 1896. Tusentals telefonledningar sträckte sig från en konstruktion på taket till alla kunder i närheten. Telefonbolaget flyttade 1910. Danmarks Radios Fond (senare Danmarks Radio) flyttade in och sände sina första radioprogram från byggnaden den 24 september 1924 under namnet Københavns Radio.
Byggnaden är fyra våningar hög och omger en smal rektangulär innergård, och kantas av butiker längs båda sidorna. Passagen flankeras av två rader av kolonner med statyer av små barn, golvet är belagt med mosaik. En byst av Reinholdt W. Jorck är placerad i en nisch. Under många år hade Sydsvenska Dagbladet sin danska redaktion i passagen. Idag har ägaren Jorcks Ejendomsselskab sitt säte i byggnaden.

## Bildgalleri

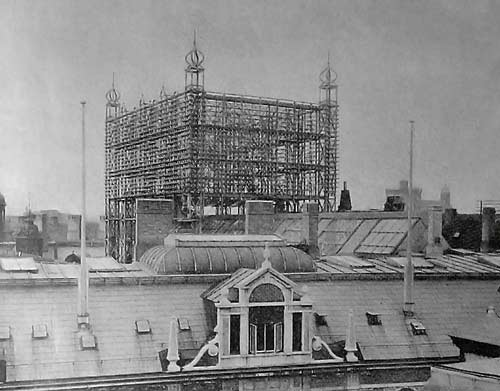
Telefonledningarna från byggnadens tak 1896
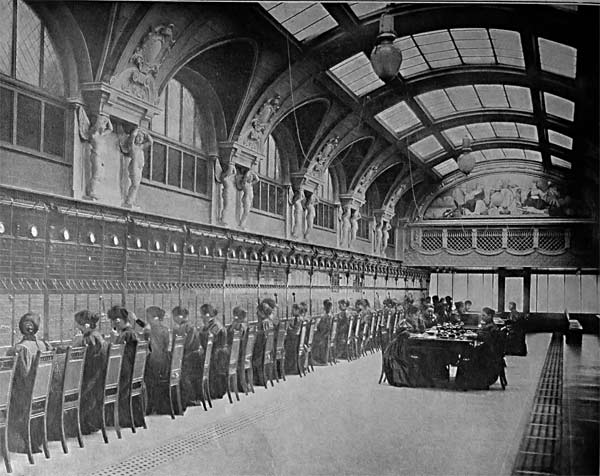
Københavns Telefon Aktieselskabs telefonväxel 1896.
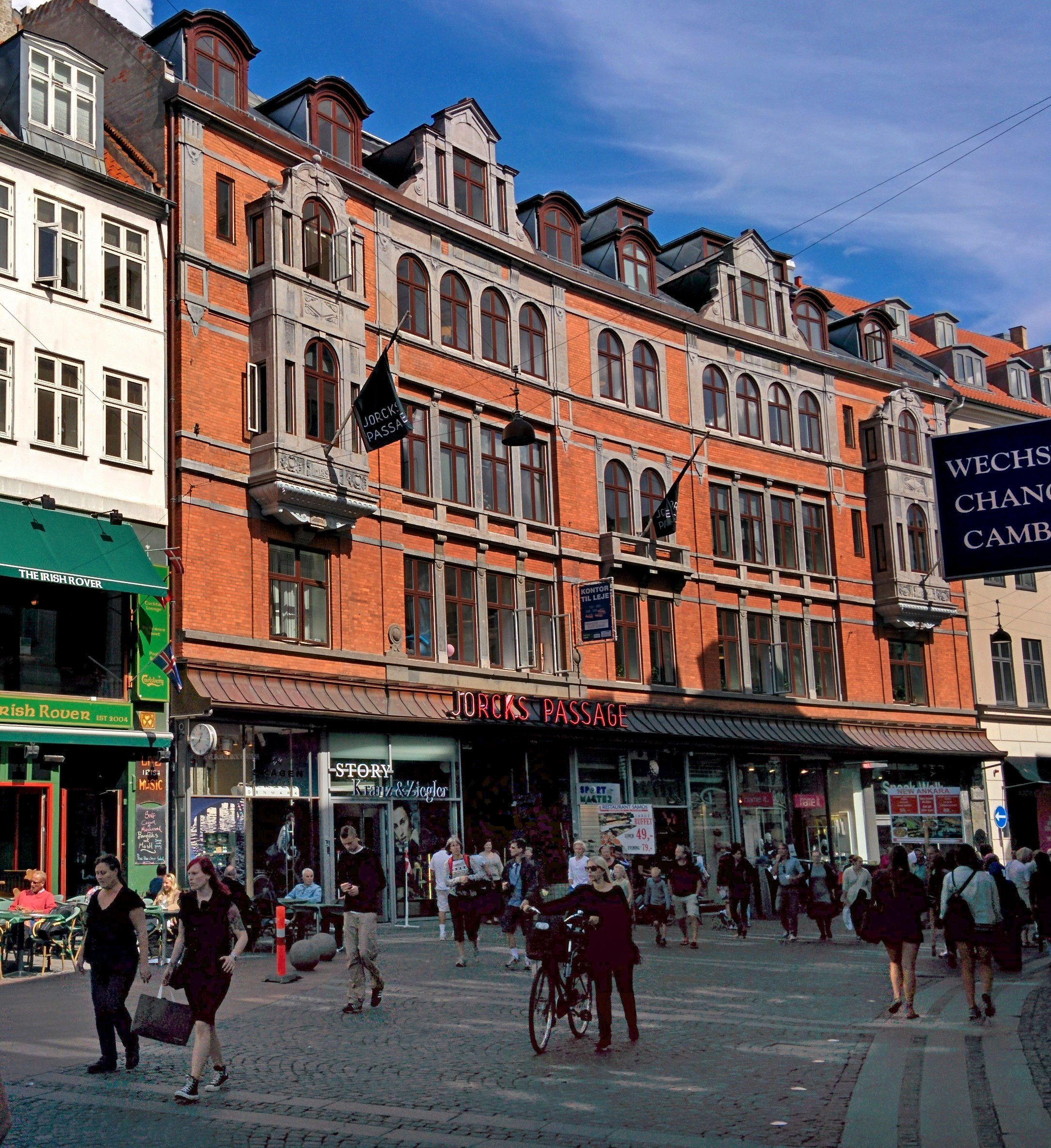
Jorcks Passage mot Strøget.
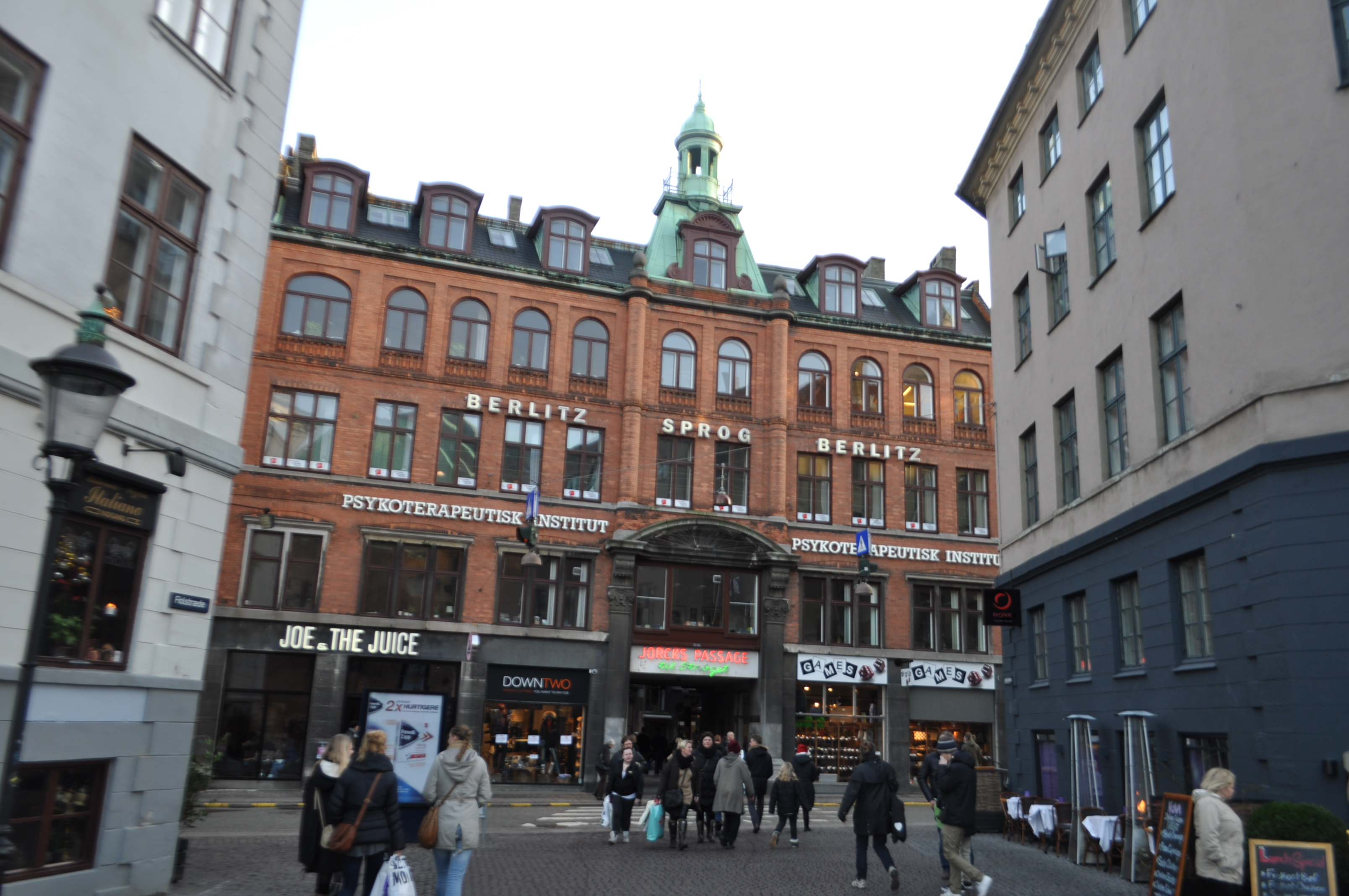
Fasaden mot Skindergade
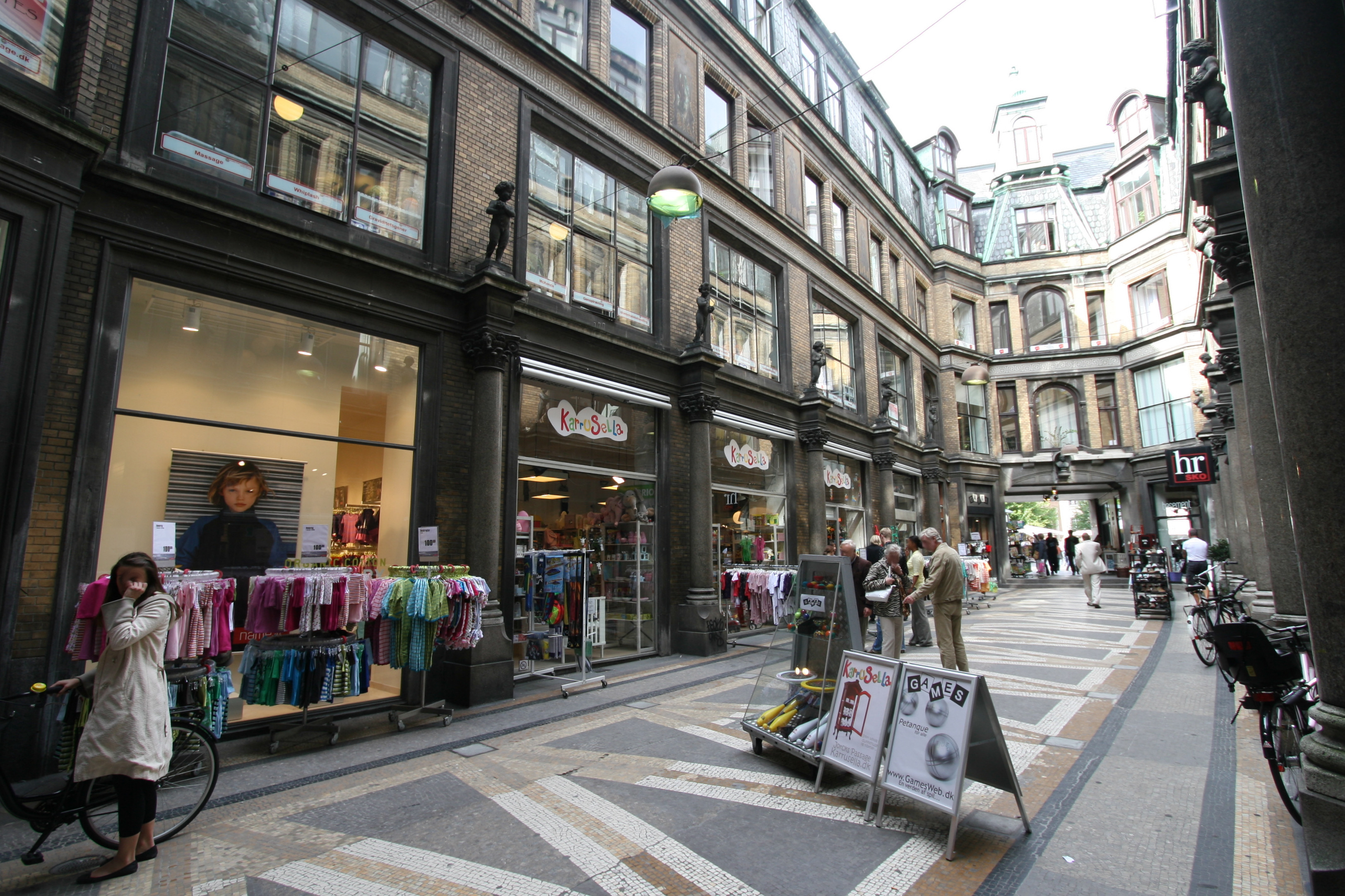
Passagen före inglasning.
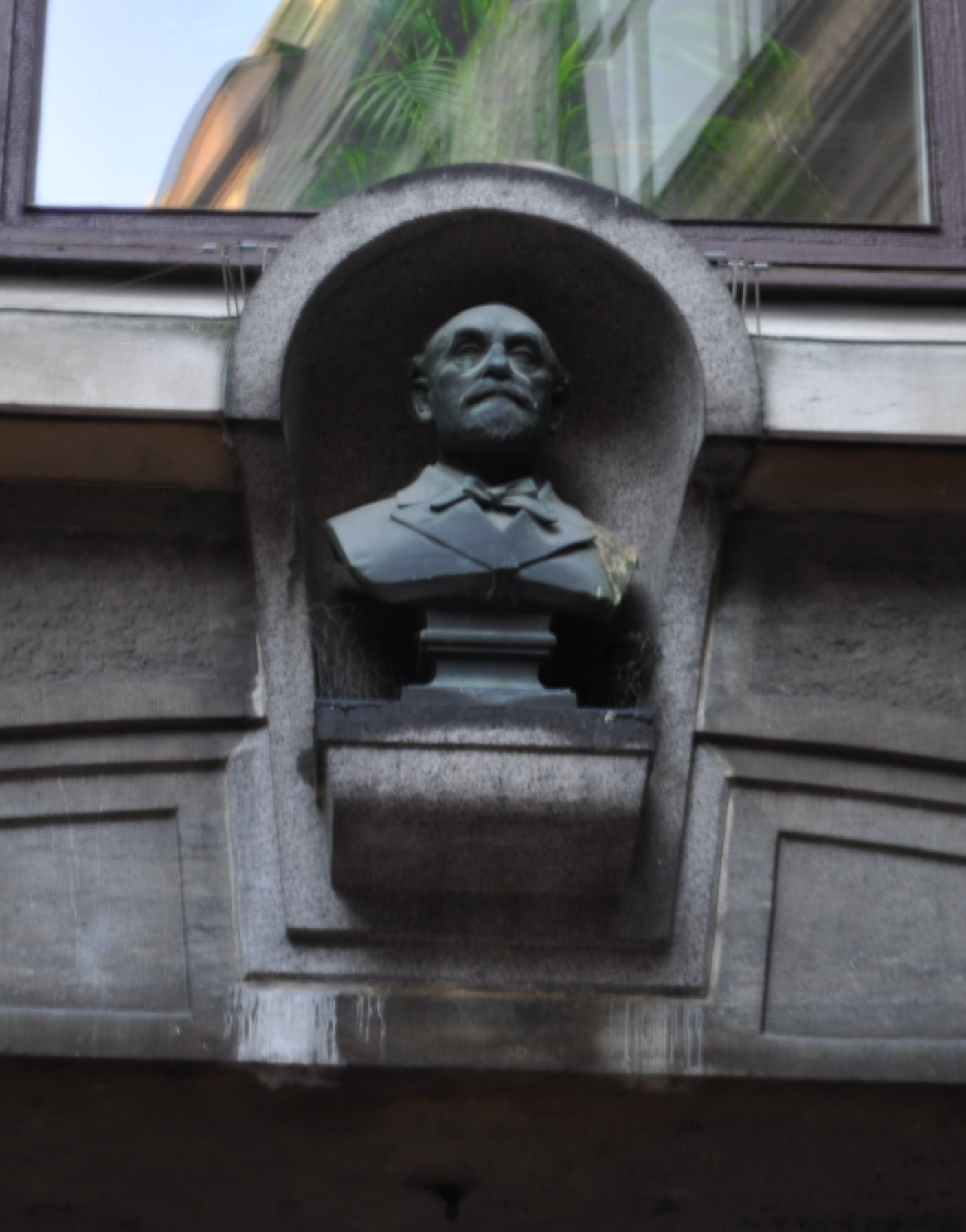
Reinholdt W. Jorck